# TW 2000
TW 2000 — это высокопольный лёгкорельсовый трамвай, который используется в Ганновере.

## История
Для расширения маршрутов в середине 1990-х годов компания ÜSTRA (Ганновер) нуждалась в дополнительных транспортных средствах; благодаря проведению выставки EXPO 2000 в Ганновере и запланированному расширению сети легкорельсового транспорта, а также прогнозируемому количеству посетителей, эта потребность значительно возросла. Поскольку трамваи предыдущего типа TW 6000 1970-х годов больше не соответствовали современным требованиям, и предполагалось использовать поезда с большей вместимостью, необходимо было разработать автомобиль нового типа, который соответствовал бы достижениям в области автомобилестроения. Британский дизайнер Джаспер Моррисон представил первые концептуальные исследования в 1994 году. После заключения контракта с Alstom LHB первый поезд был представлен на Ганноверской выставке 1997 года. Серебристо-серая внешняя обшивка вагонов принесла ему прозвище «Серебряная стрела». От широкоформатной «окраски в светло-зелёный цвет» отказались, так как такая внешняя окраска придала бы кузову трамвая слишком мощный вид.
С сентября 1997 года эксплуатируется новый тип автомобиля TW 2000. К выставке EXPO 2000 было закуплено 144 вагона в двух разных версиях. Компания ÜSTRA профинансировала 108 из этих автомобилей в рамках сделки по трансграничному лизингу, что позволило приобрести их по цене 190 миллионов евро.

## Типы

### TW 2000
48 вагонов похожи на TW 6000 с двусторонним движением (две водительские кабины и двери с обеих сторон). У них есть номера вагонов с 2001 по 2048. Состав 2007 попал в аварию в июле 2012 года и был списан в следующем году.

### TW 2500
Остальные 96 поездов одним водительским местом и дверями с обеих сторон, и используются исключительно парами. Другой конец вагона оборудован переходом, так что пассажиры могут беспрепятственно проходить по нему. В этом конце вагона находится временная направляющая, невидимая при нормальной работе, для маневровых поездок. Эти вагоны имеют номера от 2501 до 2596.

## Дальнейшее развитие
Модели TW 2000, за исключением двух подтипов, TW 2000 и TW 2500, мало чем отличаются друг от друга. Из 144 вагонов лишь несколько были оснащены оборудованием для автошкол. Их можно узнать изнутри по двустворчатым дверям кабины. Кроме того, в области сочленения были незначительно изменены опорные стойки (с вагона 2011 и с вагона 2516 соответственно). Удерживающие петли с пластиковыми прямоугольными ручками были заменены на более прочные, изготовленные из кожаного ремешка с алюминиевыми ручками. Серебряные оконные рамы на всех автомобилях заменены резиновыми уплотнителями. Кроме того, светлые сиденья постепенно заменяются на более темные, а откидные сиденья, которые постоянно повреждаются, заменяются односпальными откидными сиденьями, как в TW 3000. Кроме того, в области откидных ступеней противоскользящее покрытие заменяет прежнее покрытие из ПВХ. С января 2019 года все больше и больше вагонов оснащаются светодиодными индикаторами назначения янтарного цвета.

## Техника
Кузов на 2,65 метра шире, чем у более старой серии TW 6000. Ширина платформы уменьшена до 2,45 метра в высоту, чтобы вагоны могли подъезжать к существующим надземным платформам, которые когда-то были рассчитаны на 2,5 метра в ширину. Кузов трамвая выполнен в легкой стальной конструкции; водительские сиденья изготовлены из цельного куска пластика, армированного стекловолокном. Муфта Scharfenberg расположена на шарнирах под водительскими стойками в подвижном кожухе, что позволяет сократить расстояние между куполами до 16 сантиметров. Максимальная скорость, разгон и торможение такие же, как у TW 6000. TW 6000, TW 2000 и TW 3000 соединяются друг с другом механически, но не электрически, что позволяет им буксировать друг друга.
Вместо механических откидных дверей в TW 2000 используются откидные раздвижные двери, которые закрываются немного медленнее, чем откидные двери в TW 6000. Вместо откидных ступеней используются подъемно-поворотные ступени. Сиденья, обшитые деревом, имеют эргономичную форму. Они в значительной степени расположены в продольном направлении, что вызвало противоречивые дискуссии в преддверии закупок. Люминесцентные лампы освещают салон.
Переднее стекло TW 2000 сильно выпуклое, что приводит к многочисленным отражениям и бликам. Во-первых, это ухудшает видимость водителя, а во-вторых, иногда плохо читаются индикаторы места назначения снаружи.
Вагоны оснащены несколькими TFT-экранами, расположенными попарно, что позволяет пассажирам впервые увидеть пассажирское телевидение, управляемое компанией Public broadcast Broadcasting Company. На экране слева отображаются ближайшие станции и варианты пересадки. На правом экране отображаются реклама и новости.
Кроме того, в настоящее время на 77 «Серебряных стрелах» (2021—2048 и 2521—2569) установлена система видеонаблюдения. Это сделано для защиты вагонов от вандализма и обеспечения большей безопасности пассажиров. Записи сохраняются на жестком диске в кабине водителя и перезаписываются через 24 часа, если не произошло каких-либо особых событий, требующих анализа записей.
В отличие от TW 6000, серия 2000 не проходила обширных испытаний и даже предсерийных испытаний. Только водительское кресло было установлено в автомобиле серии TW-6000 в качестве теста для проверки эргономики. Поэтому при вводе в эксплуатацию TW 2000 столкнулся с многочисленными проблемами при прорезывании зубов, наиболее серьезными из которых, вероятно, были проблемы с механикой подножки: иногда на каждом автомобиле серии TW-2000 выходила из строя по крайней мере одна дверь. Кроме того, электроника автомобиля управляется системой на базе 386-й серии, которая время от времени выходила из строя. В результате устранения неисправностей потребовалось несколько минут, прежде чем автомобиль снова стал пригоден к эксплуатации.
Даже после многих лет эксплуатации трамвая все еще могли преподносить неприятные сюрпризы: осенью 2004 года весь парк TW-2000 был готов к использованию в короткие сроки после того, как несколько раз без видимых причин подшипники главной передачи прогревались, и нельзя было исключить опасность эксплуатации. В краткосрочной перспективе проблема была решена путем более широкого использования имеющихся TW 6000 и регулярных проверок TW 2000, которые все еще эксплуатируются. При этом пассажирам приходилось менять транспортное средство на заводе на лету; затем очищенная тяга была проверена в рабочей яме на предмет повышенных температур подшипников главной оси. Через несколько недель все поезда были оснащены датчиками температуры в осевых подшипниках, которые могут своевременно обнаруживать и сообщать о перегреве подшипника. В долгосрочной перспективе предусматривалась замена всех подшипников главной передачи в ходе обычного технического обслуживания.